# Джустини, Лодовико
Лодовико Джустини (итал. Lodovico Giustini, 12 декабря 1685, Пистоя — 7 февраля 1743) — итальянский композитор и музыкант и клавирист эпохи позднего барокко и раннего классицизма. Является первым известным композитором, сочинявшим музыку для фортепиано.

## Биография
Лодовико Джустини родился 12 декабря 1685 года в Пистое, в семье музыкантов, корни которой прослеживаются с начала XVII века. Родился в один год с Бахом, Скарлатти и Генделем. Отец Джустини был органистом в Конгрегации Святого Духа, а дядя, Доменико Джустини, был композитором духовной музыки.
В 1725 году, после смерти отца, Джустини стал органистом в Конгрегации Святого Духа и заработал репутацию как сочинитель духовной музыки — кантат и ораторий. В 1728 году сотрудничал с Джованни Карло Мария Клари в написании музыки к Плачу пророка Иеремии, который прозвучал в том же году. В 1734 году получил должность органиста в кафедральном соборе Пистои, на которой он провёл остаток жизни. Помимо игры на огране в двух церквях, выступал также как клавесинист в различных местах, зачастую играя собственные оратории.